# Abrostola rougeoti
Abrostola rougeoti là một loài bướm đêm trong họ Noctuidae.